# Бадоер, Доната
Доната Бадоер (1280, Венеция, Венецианская республика — не ранее 12 июля 1333 и не позднее 4 марта 1336, Венеция, Венецианская республика) — жена итальянского купца Марко Поло.

## Биография
Принадлежит к старинному венецианскому роду патрициев, дочь купца Витале Бадора. В 1300 году она вышла замуж за Марко Поло, венецианского исследователя, сына Никколо Поло. В браке родила трёх дочерей: Фантину, Белеллу и Морету Поло.
В эссе под названием Venetian Adventurer, опубликованном в 1942 году для типографий издательства Стэнфордского университета и издательства Оксфордского университета, ученый и исторический критик Генри Герш Харт, помимо подробного объяснения обычаев свадебной церемонии периода, в котором жил Марко Поло, прямо ссылается на важный правовой документ от 17 марта 1312 года, который сохранился до наших дней и касается брака Марко Поло с Донатой Бадоэр. Документ затрагивает вопрос финансовых обязательств семьи Бадоер, в основном о приданом, выплаченном Марко Поло. В этом акте поручителем указан не отец Донаты Витале (как того можно было бы ожидать), а её дядя. Из этого можно сделать вывод о социальной поддержке всей патрицианской семьи Бадоер, которая в то время имела определённое влияние в венецианской политической и экономической жизни.
В документе (конверт 67) из судебных регистров Венеции, расположенном в Нижней канцелярии архива Фрари и написанном 24 июня 1325 года, Доната упоминается перед своими дочерьми как первый обладатель собственности, принадлежавшей Марко Поло. Этот акт вместе с завещанием Марко Поло 1324 года окажется важным в деле её дочери Фантины, вдовы Марко Брагадина, судебного иска, возбужденного против семьи («уполномоченные») умершего мужа.
Доната также упоминается в последующем документе, выпущенном в 1333 году, который устанавливает её совместный контроль над владениями Марко Поло с её дочерьми.